# U-132 (1941)
| U-132                                                                                    | U-132 | U-132 |
| ---------------------------------------------------------------------------------------- | --- | --- |
| U 132                                                                                    | | |
|                                                                                          | | |
| Екіпаж підводного човна U-132 при поверненні з бойового походу до Ла-Паліс. 1942         | | |
| Верф                                                                                     | Bremer Vulkan, Бремен-Вегесак | Bremer Vulkan, Бремен-Вегесак |
| Під прапором                                                                             | Третій Рейх | Третій Рейх |
| Належність                                                                               | Крігсмаріне | Крігсмаріне |
| Порт приписки                                                                            | Тронгейм, Кіркенес, Ла-Рошель | Тронгейм, Кіркенес, Ла-Рошель |
| Замовлення                                                                               | 7 серпня 1939 | 7 серпня 1939 |
| Закладений                                                                               | 10 серпня 1940 | 10 серпня 1940 |
| Спуск на воду                                                                            | 10 квітня 1941 | 10 квітня 1941 |
| Введений до складу флоту                                                                 | 29 травня 1941 | 29 травня 1941 |
| На службі                                                                                | 1941—1942 | 1941—1942 |
| Загибель                                                                                 | 4 листопада 1942 року затонув у наслідок детонації потопленого ним судна з боєприпасами                                                     | 4 листопада 1942 року затонув у наслідок детонації потопленого ним судна з боєприпасами                                                     |
| Бойовий досвід                                                                           | Друга світова війна Кампанія в Арктиці Битва за Атлантику * Конвой QS 15 * Конвой SC 107 Американський ТВД * Бої в затоці Святого Лаврентія | Друга світова війна Кампанія в Арктиці Битва за Атлантику * Конвой QS 15 * Конвой SC 107 Американський ТВД * Бої в затоці Святого Лаврентія |
| Проєкт                                                                                   | | |
| Тип ПЧ                                                                                   | середній торпедний ДПЧ | середній торпедний ДПЧ |
| Вартість                                                                                 | 4 714 000 ℛℳ | 4 714 000 ℛℳ |
| Основні характеристики                                                                   | | |
| Швидкість (надводна)                                                                     | 17,9 вузла | 17,9 вузла |
| Швидкість (підводна)                                                                     | 8 вузлів | 8 вузлів |
| Робоча глибина занурення                                                                 | 100 м | 100 м |
| Гранична глибина занурення                                                               | 220 м | 220 м |
| Автономність плавання                                                                    | 135—174 км на швидкості 4 вузли (в підводному положенні) 11 470 км на швидкості 10 вузлів (у надводному положенні)                          | 135—174 км на швидкості 4 вузли (в підводному положенні) 11 470 км на швидкості 10 вузлів (у надводному положенні)                          |
| Екіпаж                                                                                   | 44—60 осіб | 44—60 осіб |
| Розміри                                                                                  | | |
| Довжина найбільша (по КВЛ)                                                               | 67,1 м | 67,1 м |
| Ширина корпусу найб.                                                                     | 6,2 м | 6,2 м |
| Висота                                                                                   | 9,6 м | 9,6 м |
| Середня осадка (по КВЛ)                                                                  | 4,74 м | 4,74 м |
| Водотоннажність надводна                                                                 | 769 т | 769 т |
| Силова установка                                                                         | | |
| дизель-електрична; 2 дизельних двигуни MAN M 6 V 40/46, 2 електродвигуни BBC GG UB 720/8 | | |
| Гвинти                                                                                   | 2 | 2 |
| Потужність                                                                               | 2 × 2100—2310 к.с. (дизелі) 2 × 750 к.с. (електродвигуни)                                                                                   | 2 × 2100—2310 к.с. (дизелі) 2 × 750 к.с. (електродвигуни)                                                                                   |
| Озброєння                                                                                | | |
| Артилерія                                                                                | 1 × 88-мм палубна гармата SK C/35 | 1 × 88-мм палубна гармата SK C/35 |
| Торпедно- мінне озброєння                                                                | 4 носових і один кормовий ТА 14 торпед або 26 мін TMA                                                                                       | 4 носових і один кормовий ТА 14 торпед або 26 мін TMA                                                                                       |
| ППО                                                                                      | 1 × 37-мм зенітна гармата Flak M42 2 × 20-мм зенітні гармати FlaK 30                                                                        | 1 × 37-мм зенітна гармата Flak M42 2 × 20-мм зенітні гармати FlaK 30                                                                        |

U-132 — німецький середній підводний човен типу VIIC, що входив до складу Військово-морських сил Третього Рейху за часів Другої світової війни. Закладений 10 серпня 1940 року на верфі № 11 компанії Bremer Vulkan, у Бремен-Вегесакі, спущений на воду 10 квітня 1941 року. 29 травня 1941 року корабель увійшов до складу 3-ї навчальної флотилії ПЧ ВМС нацистської Німеччини.

## Історія служби
U-132 належав до німецьких підводних човнів типу VIIC, однієї з модифікацій найчисленнішого типу субмарин Третього Рейху, яких було випущено 703 одиниці. Службу розпочав у складі 3-ї навчальної флотилії ПЧ, згодом перейшов до бойового складу цієї флотилії. З вересня 1941 до листопада 1942 року підводний човен здійснив чотири бойових походи в Атлантичний океан, під час яких потопив 7 суден (32 356 GRT), 1 військовий корабель (2 216 тонн) та 1 допоміжний військовий корабель (557 GRT), також 1 судно пошкодив (6 690 GRT) та одному судну спричинив тотальні пошкодження (4 367 GRT).
4 листопада 1942 року під час атаки на конвой SC 107 торпедною атакою знищив судна Hatimura і Empire Lynx; унаслідок детонації потопленого ним судна з боєприпасами Hatimura німецький підводний човен затонув. Всі 47 членів екіпажу загинули.

## Командири
- Капітан-лейтенант Ернст Фогельзанг (29 травня 1941 — 4 листопада 1942)

## Перелік уражених U-132 суден у бойових походах
| №                                                            | Дата             | Командир ПЧ              | Назва                  | Тип                   | Належність                   | Водотоннажність (брт) | Вантаж | Конвой        | Результат та координати                                                         | Наслідки атаки для екіпажу     | Прим. |
| ------------------------------------------------------------ | ---------------- | ------------------------ | ---------------------- | --------------------- | ---------------------------- | --------------------- | --- | ------------- | ------------------------------------------------------------------------------- | ------------------------------ | --- |
| Перший похід (07.09—21.10.1941, 45 діб; Тронгейм—Кіркенес)   |                  |                          |                        |                       |                              |                       | |               |                                                                                 |                                | |
| 1                                                            | 18 жовтня 1941   | KrvKpt. Ернст Фогельзанг | «Аргун»                | суховантажне судно    | СРСР                         | 3 487                 | баласт |               | потоплено 67°41′ пн. ш. 41°03′ сх. д. / 67.683° пн. ш. 41.050° сх. д.           | ? (0 загиблих та ? вижили)     | |
| 2                                                            | 18 жовтня 1941   | KrvKpt. Ернст Фогельзанг | СКР-11                 | протичовновий траулер | Військово-морський флот СРСР | 557                   | |               | потоплений 67°33′ пн. ш. 41°08′ сх. д. / 67.550° пн. ш. 41.133° сх. д.          | 40 (усі загинули)              | |
| Другий похід (15.01—08.02.1942, 25 діб; Тронгейм—Ла-Рошель)  |                  | KrvKpt. Ернст Фогельзанг |                        |                       |                              |                       | |               |                                                                                 |                                | |
| 3                                                            | 29 січня 1942    | KrvKpt. Ернст Фогельзанг | «Александер Гамільтон» | куттер                | Берегова охорона США         | 2 216                 | | Конвой HX 170 | потоплений 64°10′ пн. ш. 22°56′ зх. д. / 64.167° пн. ш. 22.933° зх. д.          | 115 (32 загинули і 83 вціліли) | |
| Третій похід (10.06—16.08.1942, 25 діб; Ла-Рошель—Ла-Рошель) |                  | KrvKpt. Ернст Фогельзанг |                        |                       |                              |                       | |               |                                                                                 |                                | |
| 4                                                            | 6 липня 1942     | KrvKpt. Ернст Фогельзанг | Anastassios Pateras    | суховантажне судно    | Грецьке королівство          | 3 382                 | 4934 тонни зерна та вантажівки                                                                            | Конвой QS 15  | потоплено 49°30′ пн. ш. 66°30′ зх. д. / 49.500° пн. ш. 66.500° зх. д.           | 29 (3 загинули та 26 вціліли)  | |
| 5                                                            | 6 липня 1942     | KrvKpt. Ернст Фогельзанг | Hainaut                | суховантажне судно    | Бельгія                      | 4 312                 | Генеральні вантажі та вантажівки як палубний вантаж                                                       | Конвой QS 15  | потоплено 49°30′ пн. ш. 66°30′ зх. д. / 49.500° пн. ш. 66.500° зх. д.           | 45 (1 загиблий та 45 вцілілих) | |
| 6                                                            | 6 липня 1942     | KrvKpt. Ернст Фогельзанг | Dinaric                | суховантажне судно    | Велика Британія              | 2 555                 | 957 стандартів деревини та сталі                                                                          | Конвой QS 15  | потоплено 49°30′ пн. ш. 66°30′ зх. д. / 49.500° пн. ш. 66.500° зх. д.           | 38 (4 загиблих та 34 вцілілі)  | |
| 7                                                            | 20 липня 1942    | KrvKpt. Ернст Фогельзанг | Frederika Lensen       | суховантажне судно    | Велика Британія              | 4 367                 | баласт | Конвой QS 15  | тотально зруйновано 49°22′ пн. ш. 65°12′ зх. д. / 49.367° пн. ш. 65.200° зх. д. | 46 (4 загиблих та 42 вцілілі)  | |
| 8                                                            | 30 липня 1942    | KrvKpt. Ернст Фогельзанг | Pacific Pioneer        | суховантажне судно    | Велика Британія              | 6 734                 | баласт | Конвой ON 113 | тотально зруйновано 43°30′ пн. ш. 60°35′ зх. д. / 43.500° пн. ш. 60.583° зх. д. | 71 (усі вижили)                | |
| Третій похід (06.10—04.11.1942, 30 діб; Ла-Рошель—загибель)  |                  | KrvKpt. Ернст Фогельзанг |                        |                       |                              |                       | |               |                                                                                 |                                | |
| 9                                                            | 4 листопада 1942 | KrvKpt. Ернст Фогельзанг | Empire Lynx            | суховантажне судно    | Велика Британія              | 6 379                 | 7850 тонн генеральних вантажів                                                                            | Конвой SC 107 | потоплено 55°20′ пн. ш. 40°01′ зх. д. / 55.333° пн. ш. 40.017° зх. д.           | 43 (усі вижили)                | |
| 10                                                           | 4 листопада 1942 | KrvKpt. Ернст Фогельзанг | Hatimura               | суховантажне судно    | Велика Британія              | 6 690                 | 8950 тонн генеральних вантажів, у тому числі 200 тонн тротилу, 250 тонн пороху та 300 тонн запальних бомб | Конвой SC 107 | пошкоджено 55°28′ пн. ш. 39°52′ зх. д. / 55.467° пн. ш. 39.867° зх. д.          | 90 (4 загинуло та 86 вціліло)  | О 03:22 палаючий і тонучий «Хатімура» був торпедований U-442. Судно з боєприпасами вибухнуло, і ймовірно U-132, що перебував біля судна, був уражений уламками і відразу ж затонув |
| 11                                                           | 4 листопада 1942 | KrvKpt. Ернст Фогельзанг | Hobbema                | суховантажне судно    | Нідерланди                   | 5 507                 | 7000 тонн генеральних вантажів та боєприпасів                                                             | Конвой SC 107 | потоплено 55°30′ пн. ш. 40°00′ зх. д. / 55.500° пн. ш. 40.000° зх. д.           | 44 (28 загинуло та 16 вціліло) | |